# Aichwaldsee
Der Aichwaldsee ist ein kleiner See in der Gemeinde Finkenstein. Es handelt sich um einen moorigen See, dessen Wasserqualität trotz der daraus folgenden Trübe als sehr gut ausgewiesen ist.
Den See umgibt ein 24 Hektar großes Landschaftsschutzgebiet (LGBl. Nr. 41/1970). Am Südufer des Sees gibt es ein öffentliches Strandbad und im Winter wird der See für das Eislaufen vom Eislaufverein Wörthersee bewirtschaftet.

## Tiere im Aichwaldsee
Im Aichwaldsee kommen folgende 11 Fischarten vor:
- Barsch (Perca fluviatilis)
- Brachse (Abramis brama)
- Hecht (Esox lucius)
- Karausche (Carassius carassius)
- Karpfen (Cyprinus carpio)
- Reinanke (Coregonus lavaretus)
- Rotauge (Rutilus rutilus)
- Rotfeder (Scardinius erythrophthalmus)
- Schleie (Tinca tinca)
- Wels (Silurus glanis)
- Zander (Sander lucioperca)

Der Hauptfisch des Sees ist die Brachse, gefolgt von Rotauge und Rotfeder sowie vom Hecht. Wegen eines Massensterbens im Jahr 1992 gibt es nur noch einen geringen Bestand an Edelkrebsen (Astacus astacus).